# Шорт-трек на зимових Олімпійських іграх 2022 — 1000 метрів (жінки)
Змагання з шорт-треку на дистанції 1000 метрів серед жінок на зимових Олімпійських іграх 2022 відбудуться 9 лютого (попередні заїзди) і 11 лютого (фінали) в Столичному палаці спорту в Пекіні (КНР).
Чинна олімпійська чемпіонка - Сюзанне Схюлтінг. Також кваліфікувалися срібна медалістка Ігор-2018 Кім Бутен і володарка бронзової нагороди Аріанна Фонтана. Схюлтінг виграла Чемпіонат світу 2021 року на всіх дистанціях, зокрема, 1000 м. Анне Десмет і Кортні Саро здобули на цій дистанції, відповідно, срібну і бронзову медалі. Утім, багато провідних спортсменок не взяли участі в тому чемпіонаті. А ще Схюлтінг очолювала залік Кубка світу 2021–2022 після чотирьох змагань на дистанції 1000, що відбулися перед Олімпійськими іграми. 2-ге та 3-тє місце посідали, відповідно, Крістен Сантос і Чхве Мін Джон.

## Рекорди
Перед цими змаганнями світовий і олімпійський рекорди були такими:
| Світовий рекорд     | Сім Сок Хі (KOR)    | 1:26.661 | Калгарі, Канада | 21 жовтня 2012 |
| Олімпійський рекорд | Валері Мальте (CAN) | 1:28.771 | Сочі (Росія)    | 18 лютого 2014 |

## Результати

### Попередні заїзди
| Місце | Заїзд | Ім'я                 | Країна                     | Час      | Нотатки |
| ----- | ----- | -------------------- | -------------------------- | -------- | ------- |
| 1     | 1     | Чхве Мін Джон        | Південна Корея             | 1:28.053 | Q       |
| 2     | 1     | Селма Паутсма        | Нідерланди                 | 1:28.115 | Q       |
| 3     | 1     | Анна Вострикова      | Олімпійський комітет Росії | 1:28.290 | q       |
| 4     | 1     | Кетрін Томсон        | Велика Британія            | 1:30.037 |         |
| 1     | 2     | Сюзанне Схюлтінг     | Нідерланди                 | 1:27.292 | Q, OR   |
| 2     | 2     | Хань Ютон            | Китай                      | 1:27.401 | Q       |
| 3     | 2     | Корін Стоддард       | США                        | 1:27.528 | q       |
| 4     | 2     | Сіоне Камінаґа       | Японія                     | 1:28.465 |         |
| 1     | 3     | Цюй Чуньюй           | Китай                      | 1:30.342 | Q       |
| 2     | 3     | Ксандра Велзебур     | Нідерланди                 | 1:30.454 | Q       |
| 3     | 3     | Гвендолін Доде       | Франція                    | 1:31.734 |         |
| 4     | 3     | Софія Конья          | Угорщина                   | No time  |         |
| 1     | 4     | Аріанна Фонтана      | Італія                     | 1:30.066 | Q       |
| 2     | 4     | Суміре Кікуті        | Японія                     | 1:30.154 | Q       |
| 3     | 4     | Ольга Тихонова       | Казахстан                  | 1:56.438 |         |
|       | 4     | Софія Просвірнова    | Олімпійський комітет Росії |          | PEN     |
| 1     | 5     | Мааме Біней          | США                        | 1:27.859 | Q       |
| 2     | 5     | Лі Ю Бін             | Південна Корея             | 1:27.862 | Q       |
| 3     | 5     | Чжан Чутун           | Китай                      | 1:27.910 | q       |
|       | 5     | Кім Бутен            | Канада                     | No time  |         |
| 1     | 6     | Кортні Саро          | Канада                     | 1:27.798 | Q       |
| 2     | 6     | Анне Десмет          | Бельгія                    | 1:27.836 | Q       |
| 3     | 6     | Кім А Ран            | Південна Корея             | 1:28.680 |         |
| 4     | 6     | Юкі Кікуті           | Японія                     | 1:28.764 |         |
| 1     | 7     | Наталія Малишевська  | Польща                     | 1:29.610 | Q       |
| 2     | 7     | Катерина Єфременкова | Олімпійський комітет Росії | 1:29.734 | Q       |
| 3     | 7     | Елісон Чарлз         | Канада                     | 1:29.863 | ADV     |
|       | 7     | Тіфані Уо-Маршан     | Франція                    |          | PEN     |
| 1     | 8     | Крістен Сантос       | США                        | 1:28.237 | Q       |
| 2     | 8     | Петра Ясапаті        | Угорщина                   | 1:28.392 | Q       |
| 3     | 8     | Сінтія Машітто       | Італія                     | 1:28.471 |         |
| 4     | 8     | Каміла Стормовська   | Польща                     | 1:28.567 |         |

### Чвертьфінали
| Місце | Заїзд | Ім'я                 | Країна                     | Час      | Нотатки |
| ----- | ----- | -------------------- | -------------------------- | -------- | ------- |
| 1     | 1     | Сюзанне Схюлтінг     | Нідерланди                 | 1:26.514 | Q, WR   |
| 2     | 1     | Ксандра Велзебур     | Нідерланди                 | 1:26.592 | Q       |
| 3     | 1     | Корін Стоддард       | США                        | 1:27.912 | q       |
| 4     | 1     | Цюй Чуньюй           | Китай                      | 1:28.355 |         |
| 5     | 1     | Хань Ютон            | Китай                      | 1:31.638 |         |
| 1     | 2     | Лі Ю Бін             | Південна Корея             | 1:29.120 | Q       |
| 2     | 2     | Мааме Біней          | США                        | 1:29.225 | Q       |
| 3     | 2     | Катерина Єфременкова | Олімпійський комітет Росії | 1:29.434 |         |
| 4     | 2     | Анна Вострикова      | Олімпійський комітет Росії | 1:30.021 |         |
| 5     | 2     | Наталія Малишевська  | Польща                     | 1:48.908 |         |
| 1     | 3     | Аріанна Фонтана      | Італія                     | 1:29.324 | Q       |
| 2     | 3     | Анне Десмет          | Бельгія                    | 1:29.388 | Q       |
| 3     | 3     | Кортні Саро          | Канада                     | 1:29.450 |         |
| 4     | 3     | Чжан Чутун           | Китай                      | 1:29.755 |         |
| 5     | 3     | Суміре Кікуті        | Японія                     | 1:37.170 |         |
| 1     | 4     | Крістен Сантос       | США                        | 1:28.393 | Q       |
| 2     | 4     | Чхве Мін Джон        | Південна Корея             | 1:28.722 | Q       |
| 3     | 4     | Петра Ясапаті        | Угорщина                   | 1:28.786 | q       |
| 4     | 4     | Селма Паутсма        | Нідерланди                 | 1:29.077 |         |
| 5     | 4     | Елісон Чарлз         | Канада                     | 1:30.161 |         |

### Півфінали
| Місце | Заїзд | Ім'я             | Країна         | Час      | Нотатки |
| ----- | ----- | ---------------- | -------------- | -------- | ------- |
| 1     | 1     | Сюзанне Схюлтінг | Нідерланди     | 1:28.108 | QA      |
| 2     | 1     | Анне Десмет      | Бельгія        | 1:28.166 | QA      |
| 3     | 1     | Лі Ю Бін         | Південна Корея | 1:28.170 | QB      |
| 4     | 1     | Мааме Біней      | США            | 1:28.806 | QB      |
| 5     | 1     | Петра Ясапаті    | Угорщина       | 1:28.827 | QB      |
| 1     | 2     | Крістен Сантос   | США            | 1:26.783 | QA      |
| 2     | 2     | Аріанна Фонтана  | Італія         | 1:26.811 | QA      |
| 3     | 2     | Чхве Мін Джон    | Південна Корея | 1:26.850 | QA      |
| 4     | 2     | Корін Стоддард   | США            | 1:27.626 | QB      |
| 5     | 2     | Ксандра Велзебур | Нідерланди     | 1:27.777 | QB      |

### Фінали

#### Фінал B
| Місце | Ім'я             | Країна         | Час      | Нотатки |
| ----- | ---------------- | -------------- | -------- | ------- |
| 5     | Ксандра Велзебур | Нідерланди     | 1:29.668 |         |
| 6     | Лі Ю Бін         | Південна Корея | 1:29.739 |         |
| 7     | Корін Стоддард   | США            | 1:29.845 |         |
| 8     | Петра Ясапаті    | Угорщина       | 1:30.249 |         |
| 9     | Мааме Біней      | США            | 1:30.736 |         |

#### Фінал A
| Місце | Ім'я             | Країна         | Час      | Нотатки |
| ----- | ---------------- | -------------- | -------- | ------- |
| 1     | Сюзанне Схюлтінг | Нідерланди     | 1:28.391 |         |
| 2     | Чхве Мін Джон    | Південна Корея | 1:28.443 |         |
| 3     | Анне Десмет      | Бельгія        | 1:28.928 |         |
| 4     | Крістен Сантос   | США            | 1:42.745 |         |
| 9     | Аріанна Фонтана  | Італія         | 9        | PEN     |